# Jan Jansse van Nes
Pour les articles homonymes, voir Janse et Van Nes.
Jan Jansse van Nes, né en avril 1631 à Rotterdam et mort dans cette même ville en juin 1680, est un amiral hollandais du XVIIe siècle et le frère d'Aert Jansse van Nes. Ils ont tous deux pris part au raid sur la Medway en 1667.